# شیماء هریدی
شیماء هریدی (عربی مصری: شيماء هريدى؛ زادهٔ ۱ ژانویهٔ ۱۹۹۱) وزنه‌بردار زن اهل مصر است.
وی در مسابقات کشوری و بین‌المللی در مجموع برندهٔ ۲ مدال طلا، ۱ مدال برنز شده‌است.